# Dasyscopa
Dasyscopa là một chi bướm đêm thuộc họ Crambidae.

## Các loài
- Dasyscopa axeli Nuss, 1998
- Dasyscopa barbipennis (Hampson, 1897)
- Dasyscopa homogenes Meyrick, 1894